# アルフレッド・ボールドウィン

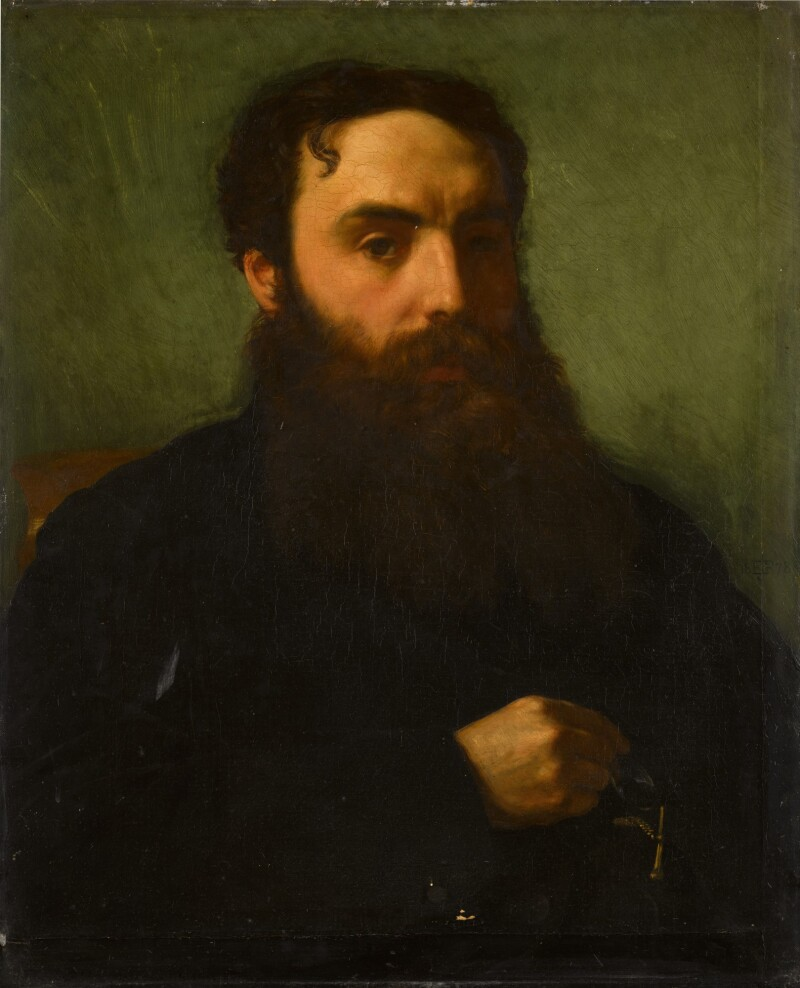
エドワード・ポインターによる肖像画、1878年。

アルフレッド・ボールドウィン（Alfred Baldwin、1841年6月4日 – 1908年2月13日）は、イギリスの実業家、政治家。実業家としては主に製鉄業にかかわったが、（イングランドおよびウェールズ）メトロポリタン銀行会長、グレート・ウェスタン鉄道会長も歴任した。政治家としては庶民院議員を4期16年間務めた。イギリスの首相スタンリー・ボールドウィンの父にあたる。

## 生涯
ジョージ・ピアース・ボールドウィン（1789年5月17日 – 1840年10月1日）と2人目の妻サラ・チョークリー（Sarah Chalkley、1801年 – 1874年2月25日、ジェイコブ・スタンリーの娘）の末子として、1841年6月4日にウスターシャーのストアポート＝オン＝セヴァーンで生まれた。父の死後に生まれており、母が独力で育てた。
トーントンの学校に通った後、16歳で家族経営の会社であるBaldwin, Son & Co.の共同経営者になり、1860年代の会社分割でウィルデン製鉄所の運営を担当することとなった。しかし1860年代末に財政難や身内の死去といった不幸が続き、1870年9月までにほかの共同経営者の持分を買収して会社の支配権を確立した。以降事業拡大を続け、ウィルデン製鉄所のほか1873年にウィルトシャーのスウィンドンにあるブリキ工場を買収し、1886年にモンマスシャーのポンティプール近郊でブリキ工場を開設、1906年にグラモーガン州ポート・タルボットの鋼鉄工場を買収した。
家族会社以外では1896年より（イングランドおよびウェールズ）メトロポリタン銀行会長を務め、同行をバーミンガムの地方銀行から全国規模の銀行に拡大し、1905年にグレート・ウェスタン鉄道会長に選出された。
政治家としては1892年イギリス総選挙で保守党候補としてビュードリー選挙区から出馬して、無投票で当選した後、1895年、1900年の総選挙でも無投票で再選、1906年イギリス総選挙では5,912票対2,718票で再選した。議会でほとんど発言しなかったものの、政見ではジョゼフ・チェンバレンによる関税改革に賛成、アイルランド自治に反対、イングランド国教会の廃止（非国教化）に反対したことが知られている。
地元ではウスターシャーとスタッフォードシャーの治安判事を務め、1898年4月23日にウスターシャーの副統監に任命された。
1908年2月13日にケンジントンのド・ヴィアー・ガーデンズにある自宅で心不全により病死した。死後、1908年2月29日に行われたビュードリー選挙区の補欠選挙で息子スタンリーが無投票で当選した。

## 家族

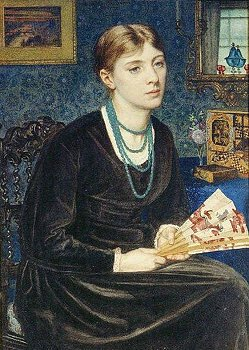
妻ルイーザ。エドワード・ポインター画、1868年。

1866年8月9日、マクドナルド姉妹の1人であるルイーザ・マクドナルド（Louisa Macdonald、1845年8月25日 – 1925年5月16日、ジョージ・ブラウン・マクドナルドの娘）と結婚、1男をもうけた。
- スタンリー（1867年8月3日 – 1947年12月14日） - イギリスの首相。1892年9月12日、ルーシー・リズデール（英語版）と結婚、子供あり[6]

ルイーザは目が悪く、マクドナルド姉妹の中では自信のなく、他人と打ち解けない人物として知られた。夫の影響により高教会派になった。1867年に息子が生まれた後は健康が悪化し、1、2度流産した。1870年代には治療法を探して旅行したが、後世の伝記作家の間では外国滞在中や姉たちを訪れたときは元気だったことから、病気不安症と判断されている。真相がどうであれ、ルイーザは病気だったことで家事から解放され、読書、外国語の勉強、小説や詩書きといった趣味に没頭した。夫との関係も2人が病気を信仰に対する試練ととらえたことで悪化しなかった。1883年に回復したが、1900年代には再び悪化に転じ、1908年に夫が死去した後はほぼ寝たきり状態になった。